# Allouez (Brown County, Wisconsin)
Allouez ist eine Gemeinde (mit dem Status „Village“) im Brown County im US-amerikanischen Bundesstaat Wisconsin. Das U.S. Census Bureau ermittelte bei der Volkszählung 2020 eine Einwohnerzahl von 14.156.
Allouez ist Bestandteil der Metropolregion um die Stadt Green Bay.

## Geografie
Allouez liegt im Osten Wisconsins, am rechten Ufer des Fox River, 8 km oberhalb von dessen Mündung in die Green Bay, einen Teil des Michigansees. Die geografischen Koordinaten von Allouez sind 44°28′39″ nördlicher Breite und 88°00′58″ westlicher Länge. Das Gemeindegebiet erstreckt sich über eine Fläche von 13,34 km², die sich auf 11,94 km² Land- und 1,4 km² Wasserfläche verteilen.
Benachbarte Orte von Allouez sind Bellevue (an der südöstlichen Ortsgrenze), De Pere (an der südwestlichen Ortsgrenze), Ashwaubenon (am gegenüberliegenden Ufer des Fox River an der nordwestlichen Ortsgrenze) und Green Bay (an der nordöstlichen Ortsgrenze).
Das Stadtzentrum von Green Bay liegt 6,5 km nordöstlich von Allouez. Die weiteren nächstgelegenen größeren Städte sind Milwaukee (184 km südlich), Chicago (329 km in der gleichen Richtung), Wisconsins Hauptstadt Madison (219 km südwestlich), Eau Claire (310 km westlich), die Twin Cities in Minnesota (455 km in der gleichen Richtung) und Duluth am Oberen See in Minnesota (531 km nordwestlich).

## Verkehr
Der Fox River ist durch Stauwerke und Schleusen für Binnenschiffe befahrbar, die zwischen dem Hafen von Green Bay über den Fox-Wisconsin Waterway das Stromgebiet des Mississippi erreichen können.
Der vierspurig ausgebaute Wisconsin Highway 172 durchquert in Nordwest-Südost-Richtung nach der Brücke über den Fox River das Gemeindegebiet von Allouez. Der entlang des Fox River verlaufende Wisconsin Highway 57 führt als Hauptstraße durch Allouez. Alle weiteren Straßen sind untergeordnete Landstraßen, teils unbefestigte Fahrwege sowie innerstädtische Verbindungsstraßen.
Durch Allouez verläuft eine Eisenbahnstrecke der heute zur Canadian National Railway gehörenden Wisconsin Central.
Mit dem Austin Straubel International Airport in Green Bay befindet sich 11,2 km westlich der nächste Flughafen. Die nächsten Großflughäfen sind der Milwaukee Mitchell International Airport in Milwaukee (197 km südlich), der O’Hare International Airport in Chicago (309 km in der gleichen Richtung) und der Minneapolis-Saint Paul International Airport (458 km westlich).

## Bevölkerung
Nach der Volkszählung im Jahr 2010 lebten in Allouez 13.975 Menschen in 5432 Haushalten. Die Bevölkerungsdichte betrug 1170,4 Einwohner pro Quadratkilometer. In den 5432 Haushalten lebten statistisch je 2,35 Personen.
Ethnisch betrachtet setzte sich die Bevölkerung zusammen aus 89,7 Prozent Weißen, 5,0 Prozent Afroamerikanern, 1,0 Prozent amerikanischen Ureinwohnern, 1,8 Prozent Asiaten, 0,1 Prozent Polynesiern sowie 1,0 Prozent aus anderen ethnischen Gruppen; 1,5 Prozent stammten von zwei oder mehr Ethnien ab. Unabhängig von der ethnischen Zugehörigkeit waren 2,7 Prozent der Bevölkerung spanischer oder lateinamerikanischer Abstammung.
20,5 Prozent der Bevölkerung waren unter 18 Jahre alt, 62,8 Prozent waren zwischen 18 und 64 und 16,7 Prozent waren 65 Jahre oder älter. 47,7 Prozent der Bevölkerung war weiblich.
Das mittlere jährliche Einkommen eines Haushalts lag bei 63.381 USD. Das Pro-Kopf-Einkommen betrug 29.908 USD. 7,0 Prozent der Einwohner lebten unterhalb der Armutsgrenze.

## Bekannte Bewohner
- Donald A. Kuske (1922–1944) – Jagdflieger[4] –  in Allouez beigesetzt
- Mike Michalske (1903–1983) –  American-Football-Spieler und -Trainer – in Allouez beigesetzt[5]